# Rochefort-sur-Nenon
Rochefort-sur-Nenon is een gemeente in het Franse departement Jura (regio Bourgogne-Franche-Comté) en telt 641 inwoners (1999). De plaats maakt deel uit van het arrondissement Dole.

## Geografie
De oppervlakte van Rochefort-sur-Nenon bedraagt 10,2 km², de bevolkingsdichtheid is 62,8 inwoners per km².

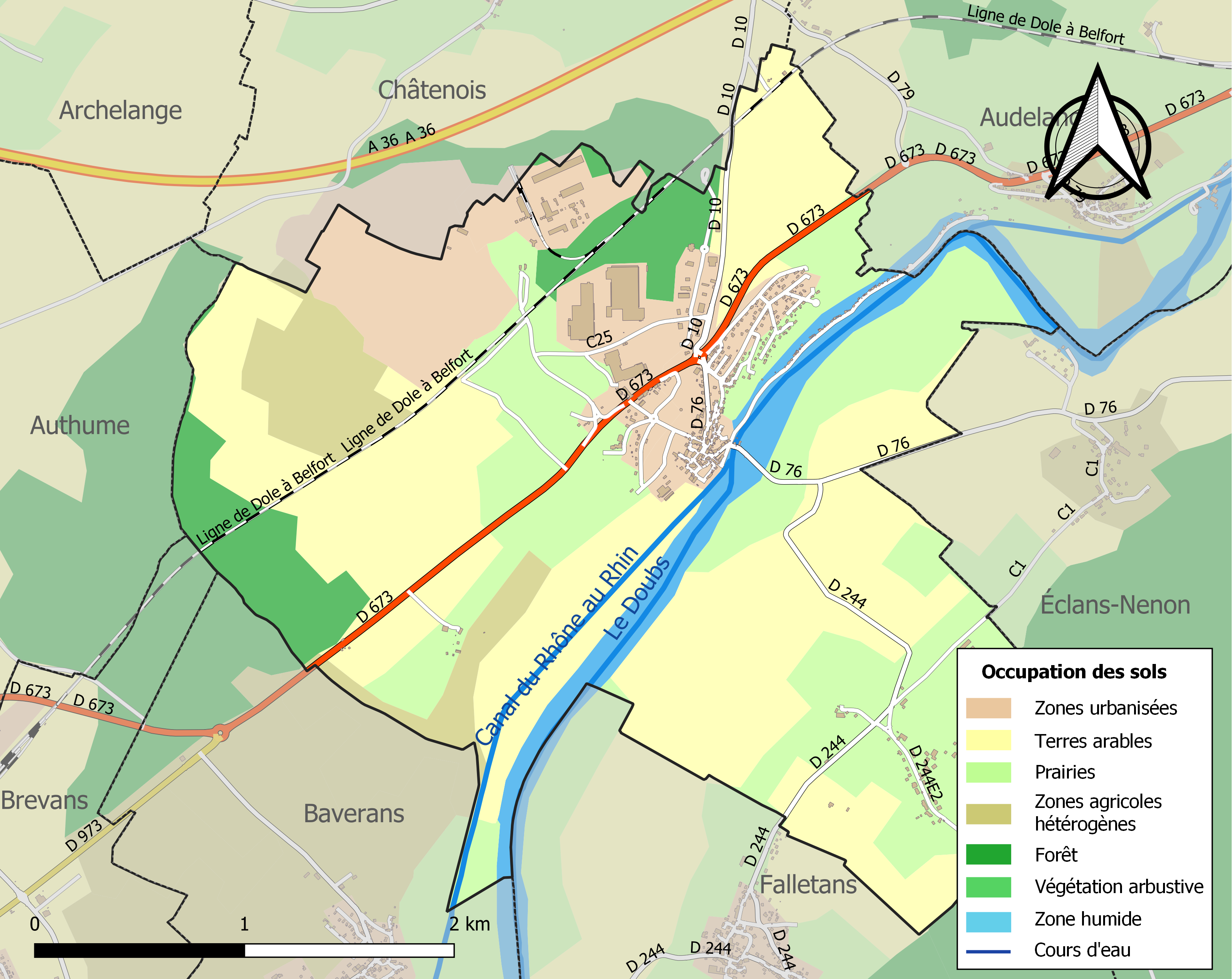
Kaart van de gemeente met de belangrijkste infrastructuur, bodemgebruik en omliggende

## Demografie
Onderstaande figuur toont het verloop van het inwonertal (bron: INSEE-tellingen).